# Landtagswahl in Südtirol 1973
Die Südtiroler Landtagswahl 1973 fand am 18. November 1973 als Wahl zum Regionalrat Trentino-Südtirol statt. Formalrechtlich erfolgte die Wahl zum Regionalrat in zwei getrennten Wahlkreisen, von denen einer dem Gebiet der Provinz Bozen, einer dem Gebiet der Provinz Trient entsprach. Im Wahlkreis der Provinz Bozen wurden 34 Abgeordnete zum Regionalrat gewählt, in der Provinz Trient 36 Abgeordnete. Mit ihrer Wahl in den 70 Mandate umfassenden Regionalrat wurden die Abgeordneten des Wahlkreises Bozen gleichzeitig Mandatare des Südtiroler Landtags, jene des Wahlkreises Trient hingegen Abgeordnete zum Trentiner Landtag. 
Die VII. Legislaturperiode begann am 13. Dezember 1973 und endete am 12. Dezember 1978. Am 15. März 1974 wählte der Landtag die Südtiroler Landesregierung (Kabinett Magnago IV).

## Wahlergebnis
- Partito Comunista Italiano: 2
- Partito Socialista Italiano: 2
- Partito Socialista Democratico Italiano: 1
- Soziale Fortschrittspartei Südtirols: 1
- Sozialdemokratische Partei Südtirols: 2
- Südtiroler Volkspartei: 20
- Democrazia Cristiana: 5
- Movimento Sociale Italiano: 1

| Partei                                  | Stimmenanzahl | Prozent | Mandate |
| --------------------------------------- | ------------- | ------- | ------- |
| Südtiroler Volkspartei                  | 132.186       | 56,42 % | 20/34   |
| Democrazia Cristiana                    | 32.990        | 14,08 % | 5/34    |
| Partito Comunista Italiano              | 13.343        | 5,69 %  | 2/34    |
| Partito Socialista Italiano             | 13.214        | 5,64 %  | 2/34    |
| Sozialdemokratische Partei Südtirols    | 12.037        | 5,14 %  | 2/34    |
| Movimento Sociale Italiano              | 9.431         | 4,02 %  | 1/34    |
| Partito Socialista Democratico Italiano | 8.059         | 3,44 %  | 1/34    |
| Soziale Fortschrittspartei Südtirols    | 4.012         | 1,71 %  | 1/34    |
| Partito Repubblicano Italiano           | 3.234         | 1,38 %  | 0/34    |
| Partito Liberale Italiano               | 2.806         | 1,20 %  | 0/34    |
| Partei der Unabhängigen                 | 2.615         | 1,12 %  | 0/34    |
| Europäische Föderalistische Partei      | 374           | 0,16 %  | 0/34    |

## Historische Bedeutung
Die Landtagswahl 1973 war die erste im Geltungszeitraum des Zweiten Autonomiestatuts für Südtirol, welches für die Folgejahre einen beträchtlichen Zuwachs von Gesetzgebungskompetenzen des Landtags und einen damit einhergehenden Bedeutungsgewinn auf Kosten des Regionalrats Trentino-Südtirol zur Folge hatte. Im Zuge dieser verfassungsrechtlichen Neugestaltung der Südtirolautonomie wurde 1973 auch die Anzahl der Mandate des Landtags von vormals 25 Sitzen im Jahr 1968 auf nunmehr 34 Sitze erhöht. 
In politischer Hinsicht war die Wahl von einem deutlichen Linksruck gekennzeichnet, der sich mit dem westeuropäischen Trend der damaligen Jahre deckt. Die italienischen Kommunisten und Sozialisten (PCI und PSI) konnten je ein zweites Mandat erringen. Insgesamt drei Mandate gingen erstmals an regionale sozialdemokratische Parteien (SFP und SPS), die sich zuvor von der Südtiroler Volkspartei (SVP) abgespalten hatten. Diese hatte dementsprechend erstmals in ihrer Geschichte Stimmen eingebüßt und dadurch lediglich vier der neun zusätzlichen Mandate erringen können. Die italienischen Christdemokraten (DC) steigerten sich von vier auf fünf Mandate, wodurch sie für die italienische Sprachgruppe das Ausscheiden der italienischen Liberalen (PLI) kompensieren konnten. Die Neofaschisten des MSI konnten ihr Mandat trotz Stimmenverluste halten.